# Locomotive SFT 300-307
Le locomotive 300 ÷ 307 della Società Anonima Ferrovie del Ticino erano un gruppo di locotender di rodiggio 0-3-0.
Furono costruite nel 1884 dalla Couillet per l'esercizio sulle linee sociali. 3 unità furono assegnate alla linea Como-Varese-Laveno con diramazione Saronno-Malnate, le restanti 4 alla linea Santhià-Biella.
Nel 1888, con il passaggio alle Ferrovie Nord Milano della linea Como-Varese-Laveno con diramazione Saronno-Malnate, le 3 macchine ivi operanti (unità 302, 303, 307) furono inglobate nel parco FNM, dove assunsero i numeri da 301 a 303. Tali unità vennero radiate nel 1934-35 e vendute a diverse industrie private, che le utilizzarono sui propri raccordi.